# Sinclair C5
Der Sinclair C5 ist ein ab 1979 von Sir Clive Sinclair entwickeltes und ab November 1984 bei Hoover in Merthyr Tydfil in Wales, Großbritannien, produziertes dreirädriges Elektrofahrzeug. Sinclair glaubte, mit diesem Fahrzeug den Personennahverkehr revolutionieren zu können. Sinclair investierte einen Teil seines Vermögens aus dem Verkauf von Aktienbeteiligungen an Sinclair Research und setzte Barrie Wills als Manager ein, der vorher bei der US-amerikanischen DeLorean Motor Company tätig gewesen war.

## Technik
Das Fahrzeug hatte einen hinten gegabelten Zentralrohrrahmen aus Stahlblech, der von Lotus entwickelt wurde, und eine Karosserie aus Polypropylen. Das Fahrwerk verfügte über Luftbereifung mit Schläuchen, aber über keine Federung. Der C5 hatte auf der Hinterachse zwei Räder mit 16-Zoll-Reifen und Felgen aus Kunststoff. Das einzelne Vorderrad hatte eine Reifengröße von 12 Zoll, war in einer Gabel montiert und verfügte über eine einfache seilzugbetätigte Seitenzug-Felgenbremse mit Gummiklötzen. Am rechten Hinterrad war eine Trommelbremse vorhanden, die ebenfalls per Seilzug und Handhebel betätigt wurde. Durch eine Arretierungsmöglichkeit am Handhebel diente diese auch als Feststellbremse. Das zulässige Gesamtgewicht war 160 kg bei einem Gepäckraumvolumen von rund 40 Litern.
Angetrieben wurde der C5 von einem Gleichstrommotor mit 250 W (0,34 PS), welcher über einen kurzen Zahnriemen und mit einem Freilauf versehen nur das linke Hinterrad antrieb und den man mit Pedalen unterstützen konnte. In der Betriebsanleitung wurde empfohlen, das Anfahren durch Pedalbetätigung zu unterstützen, um die Kohlebürsten des beim Start nur langsam drehenden Motors zu schonen. Den Motor lieferte Polymotor, ein Tochterunternehmen von Philips. Ihn speiste ein 12 V-Bleiakkumulator von Oldham Batteries mit einer Kapazität von 36 Ah. Insgesamt sollte der Sinclair C5 mit einer Batterieladung rund 32 Kilometer weit kommen. Die Höchstgeschwindigkeit betrug 24 km/h. Der Fahrer saß zurückgelehnt in einer ungepolsterten Sitzschale; als werksseitig lieferbares Zubehör gab es ein einteiliges Sitz-/Lehnenpolster sowie ein Rückenpolster für kleinere Fahrer, jeweils aus schwarzem Hartschaum. Weiteres werksseitiges Zubehör konnte bestellt werden: Blinkanlage, Rückspiegel, Zweitbatterie, Regenschutz in Form eines der Karosserie angepassten Capes und Schmutzfänger für die Hinterräder. Der Lenker war unter den Knien wie bei einem Liegerad; am linken Lenkerende befand sich ein mit dem Daumen zu betätigender Taster zur Inbetriebnahme des Motors (ohne Drehzahl- oder Geschwindigkeitsregelung).

## Geschichte
Sinclair führte den C5 am 10. Januar 1985 in Großbritannien für rund 399 bis 428 Pfund Sterling auf dem Markt ein. Das Fahrzeug wurde (in einem großen Karton verpackt) durch die Britische Post Royal Mail ausgeliefert. Verbraucherschutz- und Kraftfahrzeugverbände äußerten Sicherheitsbedenken und die Medien bemängelten den unzureichenden Wetterschutz und die geringe Reichweite. Der erwartete Absatz konnte nicht erreicht werden. Die Fahrzeuge hatten nicht die versprochene Qualität. Im August 1985 wurde die Produktion nach knapp 17.000 Fahrzeugen eingestellt und der Hersteller Sinclair Vehicles wurde insolvent. Viele der produzierten Fahrzeuge wurden später zu überhöhten Preisen von bis zu 5000 Pfund Sterling gekauft. Enthusiasten und Sammler modifizierten das Fahrzeugmodell auch mit Monsterrädern oder Strahltriebwerken oder fügten hochleistungsfähige Elektromotoren hinzu, um ihre C5s auf Geschwindigkeiten von bis zu 240 km/h zu beschleunigen.
Sinclair plante ursprünglich auch eine viersitzige Version mit Namen C15.

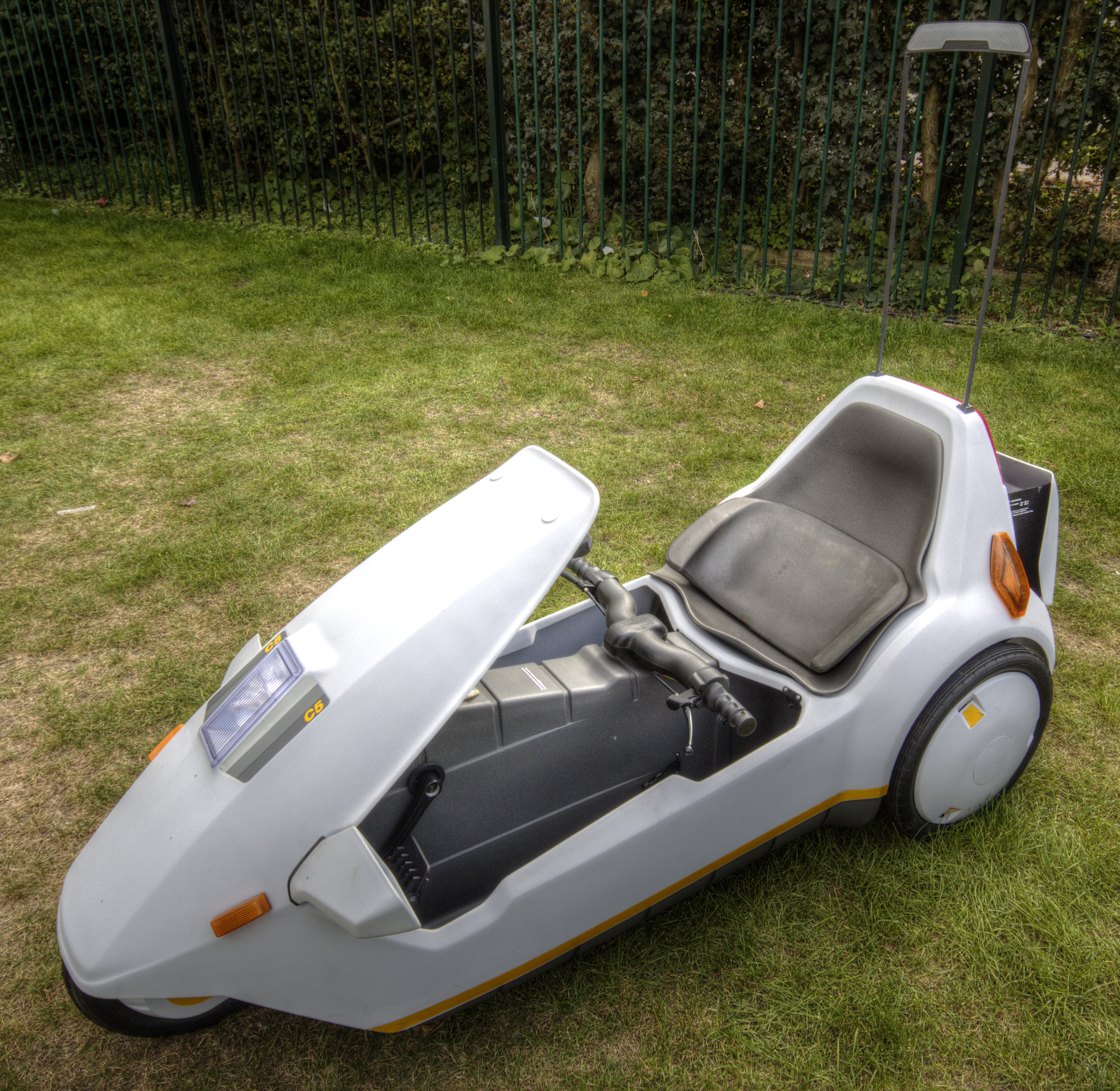
Sinclair C5 mit High-Vis-Mast zur besseren Erkennung
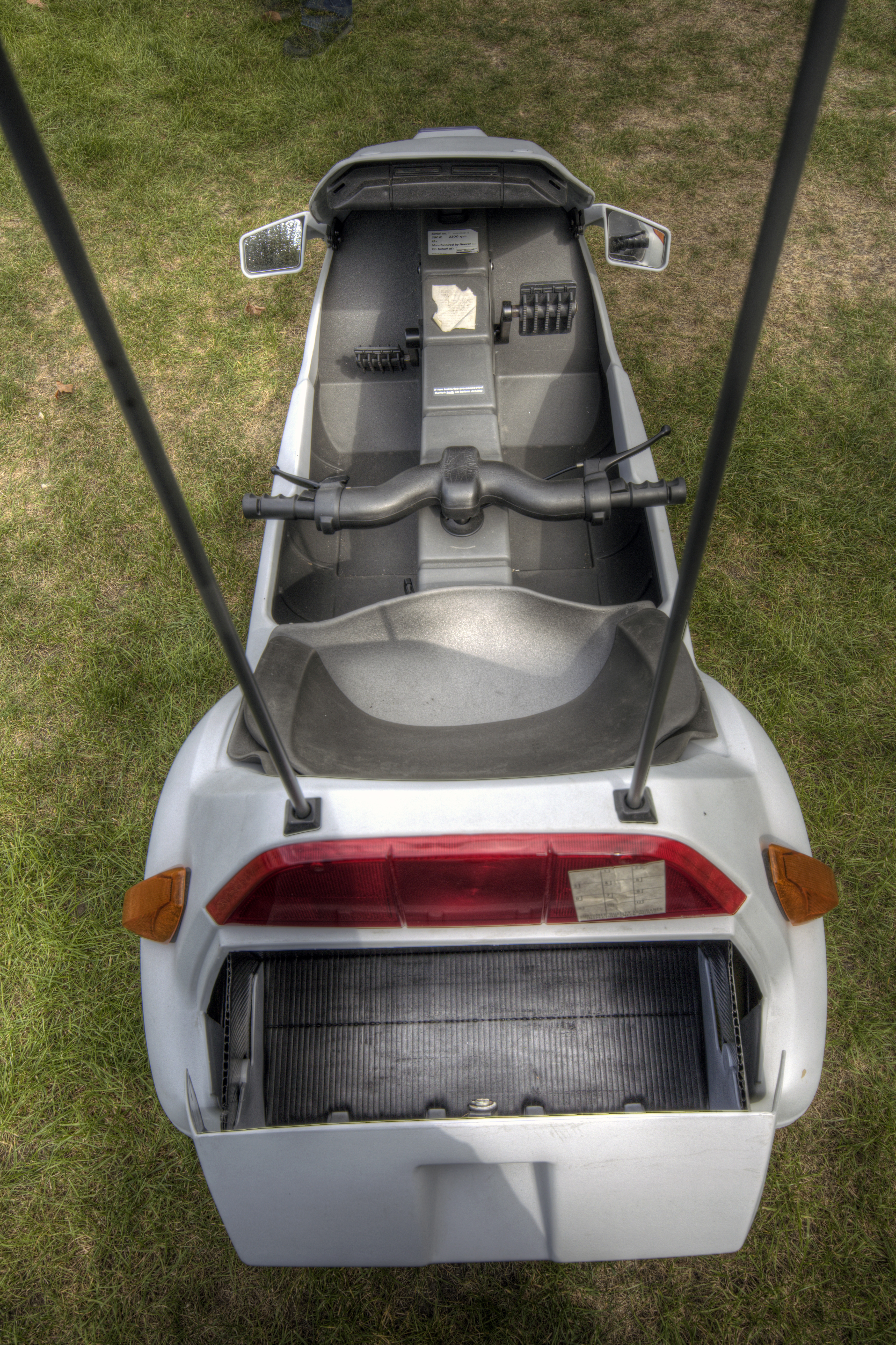
Cockpit des Sinclair C5
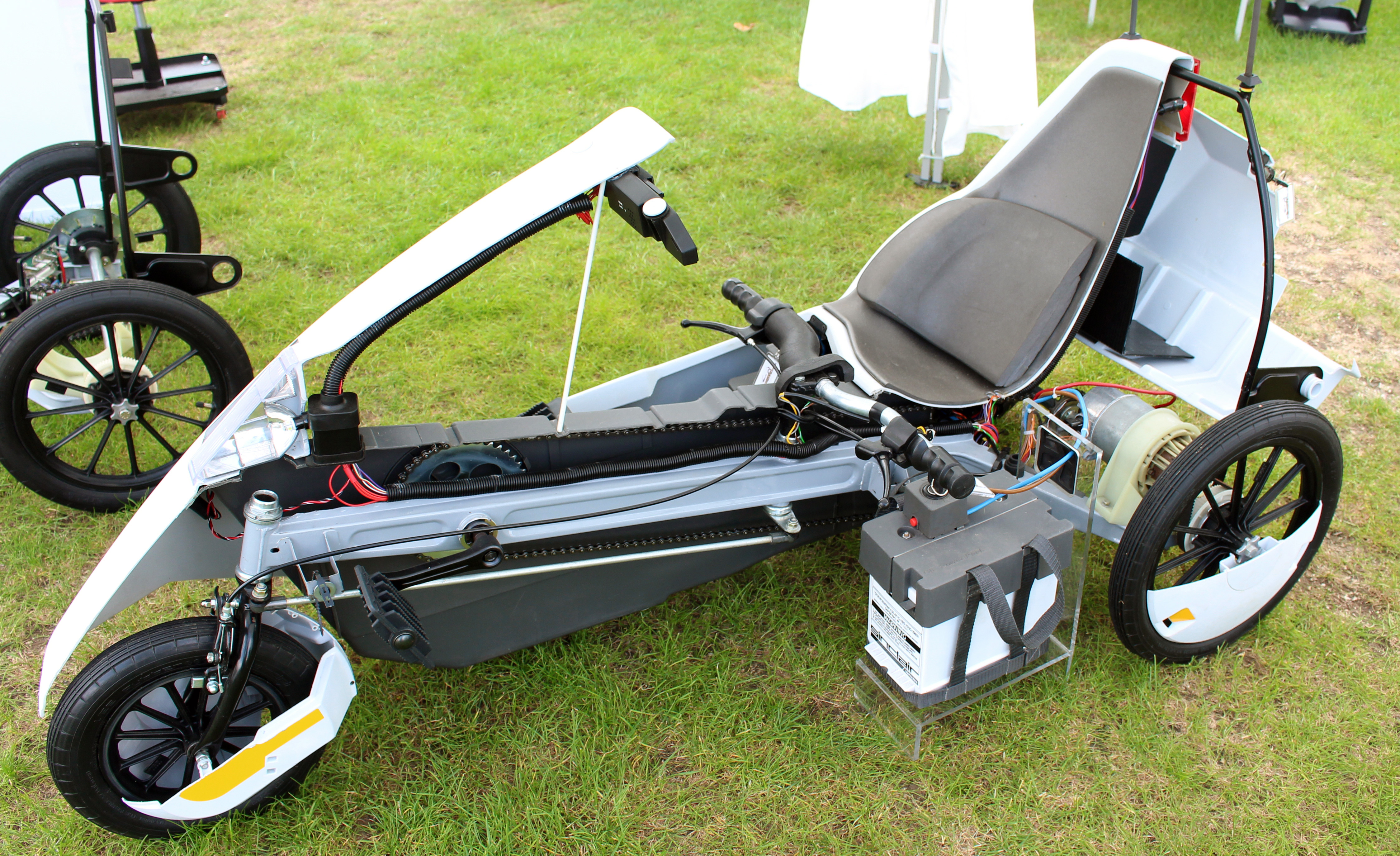
Aufgeschnittener C5. Links vor dem Hinterrad die Batterie, dahinter der Motor
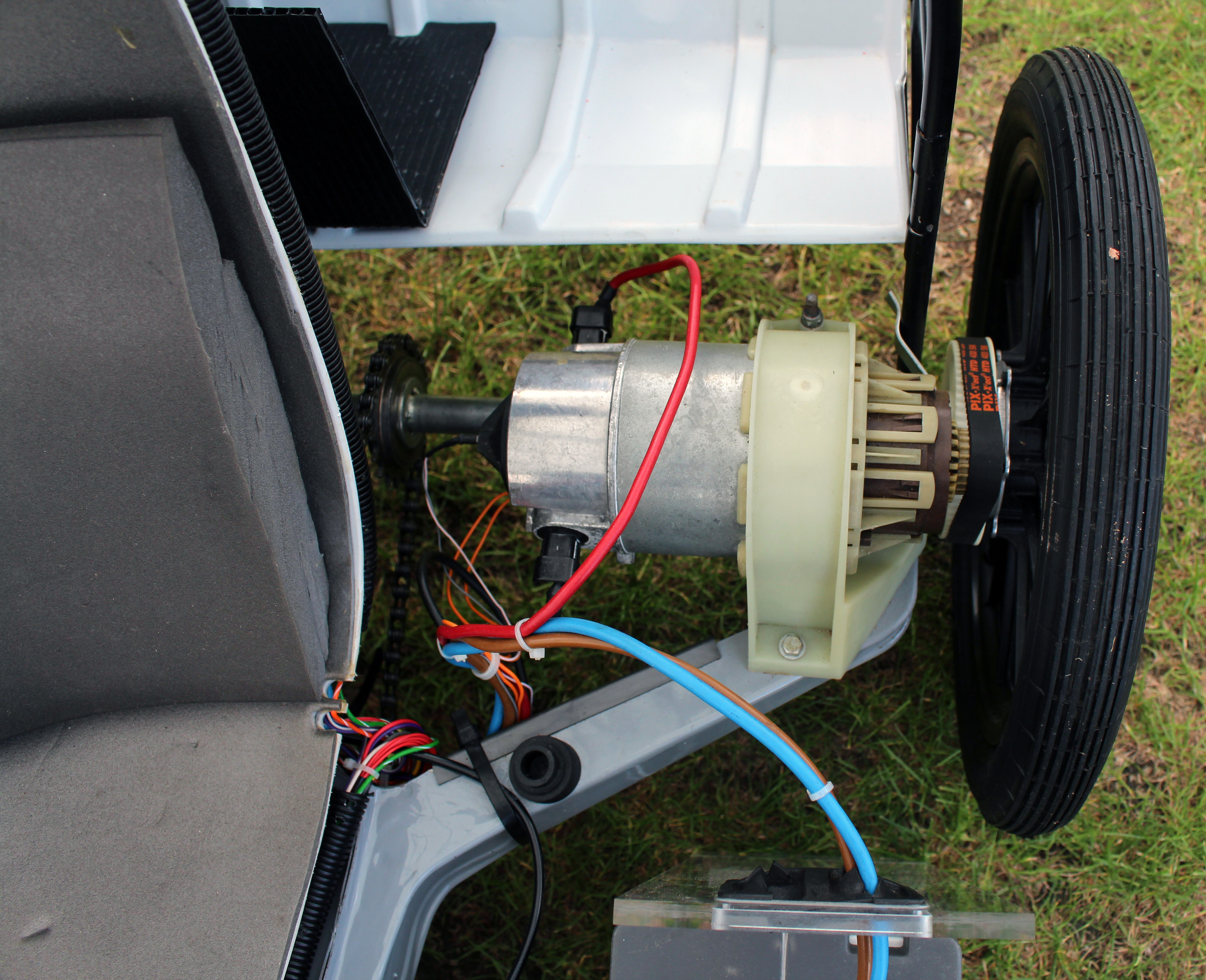
Motor und Getriebe unter dem Gepäckraum
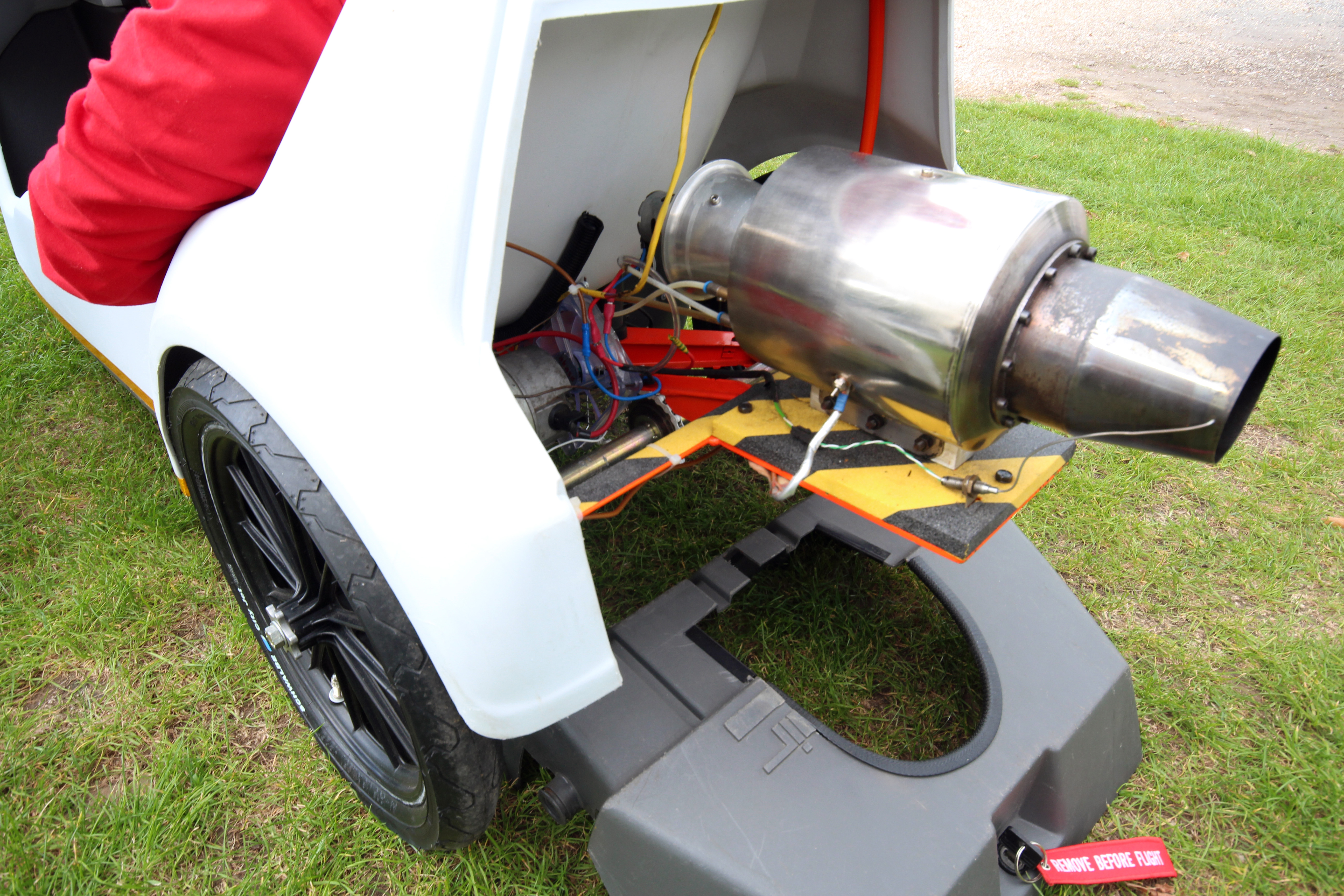
Modifiziertes C5 mit einem kleinen Strahltriebwerk